# Arboridia potentillae
Arboridia potentillae är en insektsart som först beskrevs av Moravskaya 1951.  Arboridia potentillae ingår i släktet Arboridia och familjen dvärgstritar. Inga underarter finns listade i Catalogue of Life.